# Hans Bouwmeester
Hans Bouwmeester est un joueur d'échecs néerlandais né le 16 septembre 1929 à Haarlem. Il était professeur de mathématiques. En 1954, il remporta le tournoi de Beverwijk (ex æquo avec Vasja Pirc) et reçut le titre de Maître international.  Dans les années 1960, il commença à pratiquer les échecs par correspondance et remporta le championnat néerlandais d'échecs par correspondance en 1968. En 1981, il remporta le tournoi jubilé Europe Échecs et reçut le titre de grand maître international du jeu d'échecs par correspondance. En 1988, il gagna le tournoi mémorial Bernard Freedman avec 11 points sur 13.

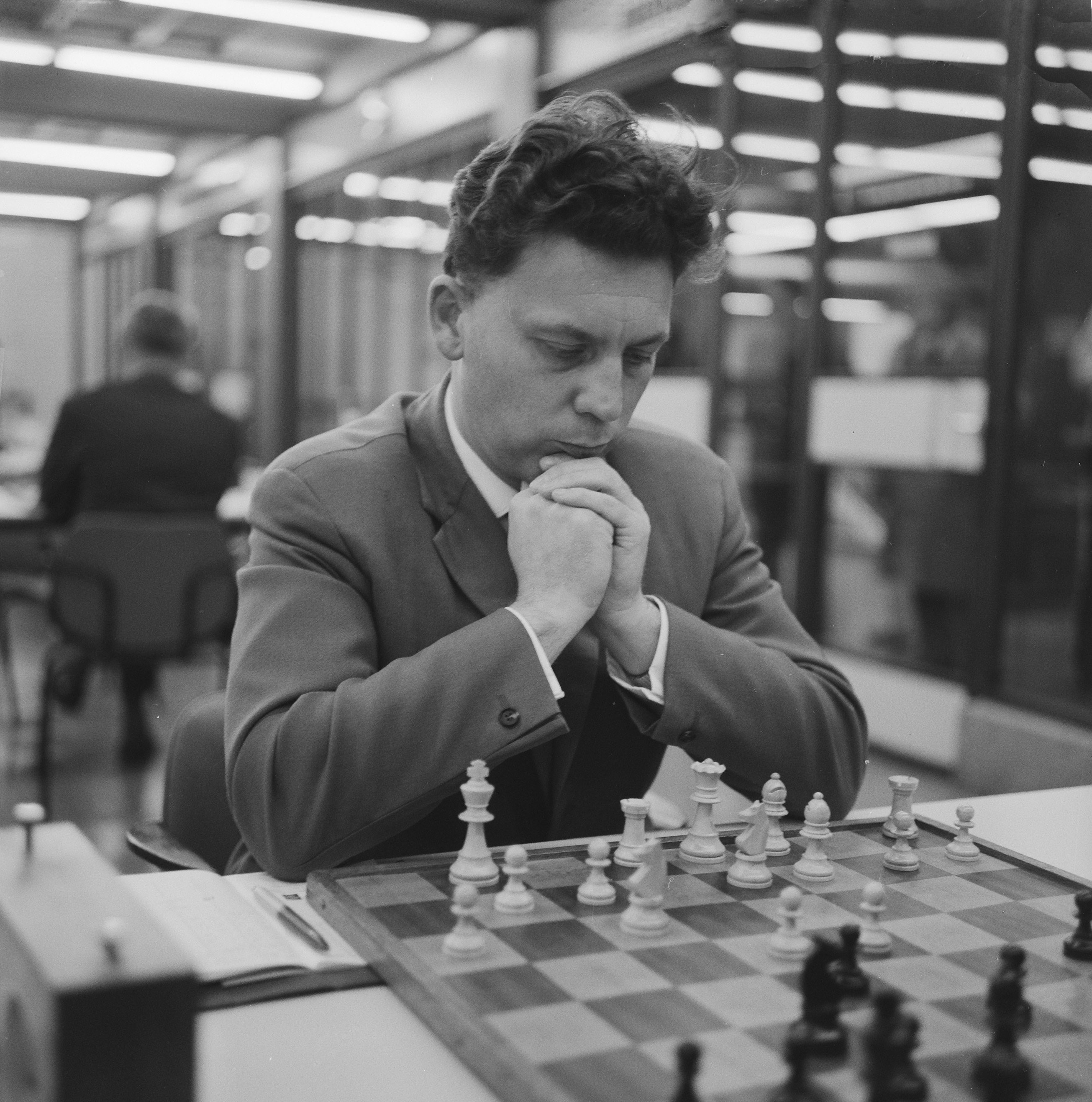
Hans Bouwmeester en 1963 à Amsterdam.

Bouwmeester a représenté les Pays-Bas lors de sept olympiades : en 1956 et sans interruption de 1960 à 1970 ainsi que de trois championnats d'Europe par équipe (en 1957, 1970 et 1973, les Pays-Bas furent à chaque fois éliminés dans les poules préliminaires).  En 1952, il battit Bent Larsen 2-0 lors d'un match par équipe contre le Danemark.
Outre sa victoire au tournoi de Beverwijk 1954 (avec une marque de 6/9, +3 =6), Bouwmeester finit deuxième du tournoi en 1955 et troisième en 1958. En 1978, il remporta le tournoi quadrangulaire de Wijk aan Zee (tournoi B). Il finit deuxième du championnat d'échecs des Pays-Bas en 1957 et 1967. Il remporta le mémorial Daniël Noteboom à  Leyde en 1953. En 1954 et 1957, il gagna le tournoi de Veenendaal. Il fut quinzième du tournoi zonal de Munich en 1954, premier à Deventer 1959,  Haarlem en 1959 et à Dieverbrug 1960.